# Landkreis Leipziger Land
Landkreis Leipziger Land is een voormalig Landkreis in de Duitse deelstaat Saksen. Het had een oppervlakte van 752,27 km² en een inwoneraantal van 145.366 (31 december 2007).

## Geschiedenis
Bij de herindeling van Saksen in 2008 is Leipziger Land samen met het voormalige Landkreis Muldentalkreis opgegaan in het nieuwe Landkreis Leipzig.

## Steden en gemeenten
De volgende steden en gemeenten lagen in het Leipziger Land (stand 31-12-2007):
| Steden | Gemeenten |
| --- | --- |
| 1. Böhlen 2. Borna 3. Frohburg 4. Geithain 5. Groitzsch 6. Kitzscher 7. Kohren-Sahlis 8. Markkleeberg 9. Markranstädt 10. Pegau 11. Regis-Breitingen 12. Rötha 13. Zwenkau | 1. Deutzen 2. Elstertrebnitz 3. Espenhain 4. Eulatal 5. Großpösna 6. Kitzen 7. Lobstädt 8. Narsdorf 9. Neukieritzsch |

In het district lagen 5 zogenaamde Verwaltungsgemeinschaften. Deze gebieden kun je vergelijken met kaderwetgebieden, maar de taken in Duitsland zijn anders dan die in Nederland. De Verwaltungsgemeinschaften zijn:
- Geithain (Geithain, Narsdorf)
- Neukieritzsch (Lobstädt, Neukieritzsch)
- Pegau (Elstertrebnitz, Kitzen, Pegau)
- Regis-Breitingen (Deutzen, Regis-Breitingen)
- Rötha (Espenhain, Rötha)